# Шингкхар-лакханг
Шингкхар-лакханг (дзонг-кэ ཤིང་མཁར།, вайли shing pgar, лат. shingkhar)— буддийский монастырь школы Ньингма, расположенный в районе Ура  в Бумтанге, Бутан. Находится за невысоким перевалом на грунтовой дороге от Ура через монастырь Сумтранг-гомпа, на высоте около 3400 м в деревне Шингхар.
Монастырь основал в 1350 году Лонгченпа. 
В монастыре проводится на 6-10 день 9-го месяца тибетского календаря (в конце октября) пятидневный праздник  (цечу) Шингкар Рабней. 